# Masanaga Kageyama
Masanaga Kageyama (født 23. maj 1967) er en japansk fodboldspiller. Han var i perioden 2006-2008 træner for Macaus fodboldlandshold.